# Greg Davies

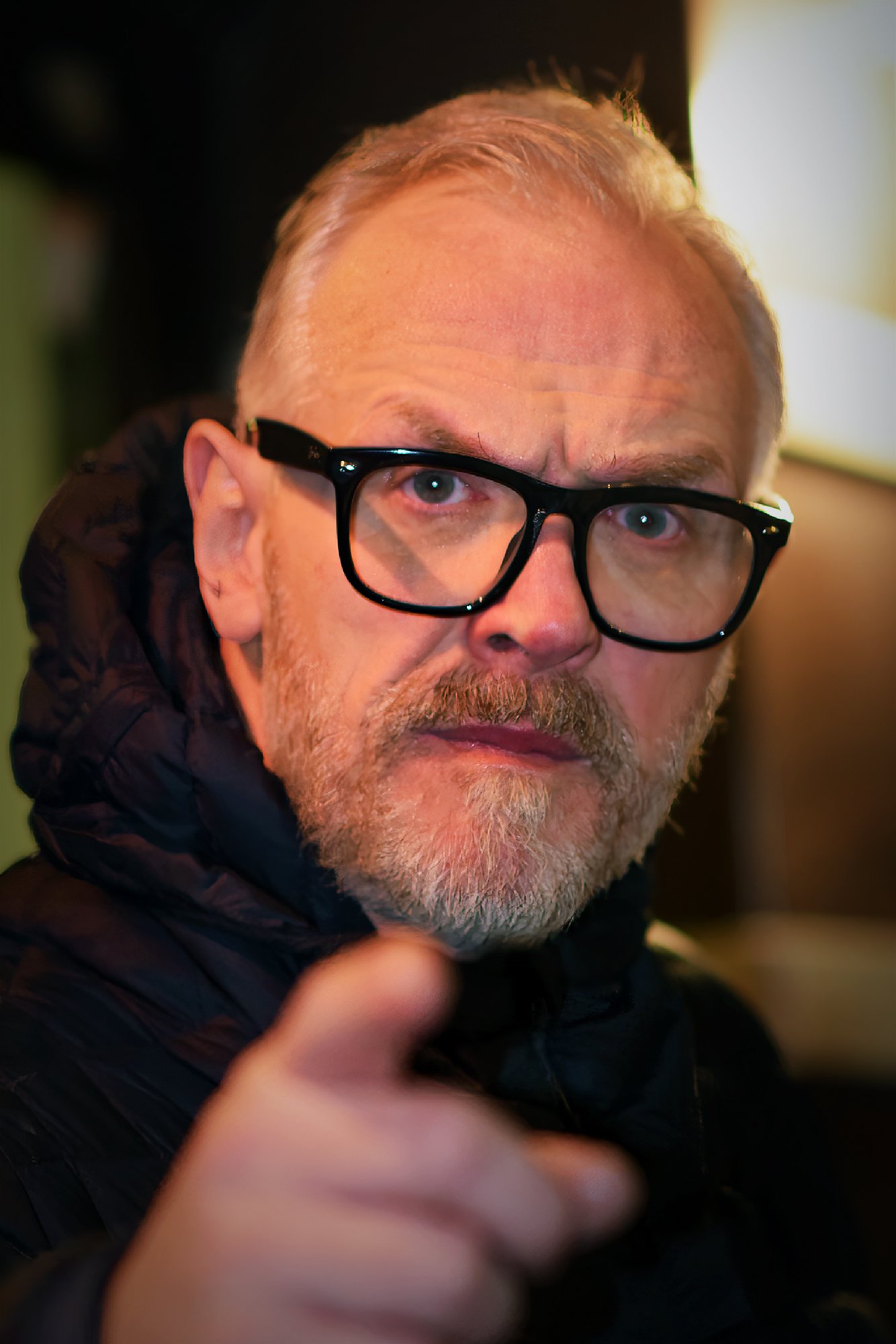
Greg Davies (2024)

Gregory Daniel Davies (* 14. Mai 1968 in St Asaph, Flintshire, Wales) ist ein britischer Komiker und Schauspieler.

## Leben
Greg Davies wurde am 14. Mai 1968 in St Asaph, Flintshire, geboren. Seine Eltern lebten zur Zeit seiner Geburt in England; sein walisischer Vater fuhr mit seiner hochschwangeren Frau nach Wales, um sicherzustellen, dass er in Wales geboren wird. Seine Kindheit verbrachte Davies in Wem, Shropshire, das er als seine Heimat ansieht.
Die familiären Ursprünge väterlicherseits liegen in Porthmadog. Davies Großmutter väterlicherseits, Edith, und deren Schwester waren uneheliche Töchter seines Urgroßvaters William Owen; er hatte eine zweite Familie in Stanleytown. Die aus Nord-Wales kommende Familie stammt von Owain Gwynedd ab.
Davies ging zur Thomas Adams School in Wem und studierte an der Brunel University in Uxbridge Englische Sprache und Schauspiel. Bevor er seine Karriere als Komödiant und Schauspieler begann, arbeitete er 13 Jahre lang als Lehrer und lehrte Schauspiel und Englisch an der Langleywood School in Slough, der Orleans Park School in Twickenham und der Sandhurst School in Sandhurst.

## Karriere
Im Jahr 2005 karikierte Davies den Cricketspieler W. G. Grace in einer Reihe von Werbespots für die Berichterstattung von Channel 4 über die Ashes, einem zweimal in vier Jahren stattfindenden Cricket-Länderkampf zwischen Australien und England.
2007 wurde Davies für sein Stand-up-Comedy-Programm für den Chortle Award in der Kategorie „Breakthrough Act“ nominiert. Im selben Jahr erfolgten weitere Nominierungen in den Kategorien „Best Sketch, Variety or Character Act“ und „Best Full-Length Show“ als Teil des Sketch-Comedy-Teams We Are Klang
Im Jahr 2010 wurde Davies Programm Firing Cheeseballs at a Dog für den Edinburgh Comedy Award beim Edinburgh Fringe Festival nominiert. Das Programm übernahm er anschließend für seine erste Tour, die im Herbst 2011 startete. Er wurde auch für den Malcolm Hardee-Preis „Act Most Likely to Make a Million Quid“ des Edinburgh Fringe nominiert.
An der Seite von Rhod Gilbert nahm er 2011 am Format Die gefährlichsten Straßen der Welt teil, das ihn nach Nepal führte; die Sendung wurde am 11. September 2011 erstmals ausgestrahlt.
Ab Oktober 2013 spielte Davies in der Channel-4-Sitcom Man Down die Figur des Dan, einen Mann, der seinen Job als Lehrer hasst; seinen Vater spielte Rik Mayall. Channel 4 gab eine zusätzliche 25-minütige Weihnachts-Spezialsendung in Auftrag, bevor mit der Ausstrahlung der ersten Staffel begonnen wurde. Eine zweite Staffel wurde während Davies Live-Tour „Der Hinterkopf meiner Mutter“ angekündigt, obwohl dies vom Tod seines Schauspielkollegen Rik Mayall im Juni 2014 überschattet wurde. Nach dessen Tod traf sich Davies mit Channel 4, um die Zukunft der Show zu besprechen, da Mayall in der zweiten Staffel eine wichtigere Rolle spielen sollte. Channel 4 gab später bekannt, dass Man Down erst 2015 mit einer zweiten Staffel zurückkehren wird. Das in der Serie verwendete Klassenzimmer ist dasselbe, in dem Davies an der Sandhurst School unterrichtet hatte.
Ab Juli 2015 wurde Davies Gastgeber der Show Taskmaster auf dem Fernsehsender Dave. Im Dezember 2015 spielte er im BBC-Two-Komödiendrama A Gert Lush Christmas Tony, den Onkel der Charaktere Russell und Kerry Howard. In der Doctor-Who-Weihnachtssondersendung Die Ehemänner von River Song spielte er 2015 die Figur des König Hydroflax.
2016 war Davies in der letzten Sendung der 23. Staffel des BBC-Automagazins Top Gear neben Patrick Dempsey zu Gast, die im deutschsprachigen Raum am 14. Oktober 2016 erstmals ausgestrahlt wurde.
Für den Streaming-Anbieter Netflix wurde im November 2017 seine Live-Show Magnificent Beast im Hammersmith Apollo aufgezeichnet.

## Privates
Die Brunel University verlieh Davies 2022 die Ehrendoktorwürde.

## Filmografie
| Jahr      | Titel                                          | Rolle                   |
| --------- | ---------------------------------------------- | ----------------------- |
| 2006      | Girls? Eugh!                                   |                         |
| 2007      | The Musical Storytellers Ginger & Black        | Mr. Hopkirk             |
| 2007      | Saxondale                                      | Dunc                    |
| 2008      | The Wall                                       | Verschiedene Charaktere |
| 2008–2010 | The Inbetweeners – Unsere jungfräulichen Jahre | Mr. Gilbert             |
| 2009      | We Are Klang                                   | Greg                    |
| 2011      | Fast and Loose                                 | Er selbst               |
| 2011      | Sex on the Beach                               | Mr. Gilbert             |
| 2011      | Greg Davies Live – Firing Cheeseballs at a Dog | Er selbst               |
| 2012–     | Cuckoo                                         | Ken Thompson            |
| 2013      | Greg Davies Live – The Back of My Mum's Head   | Er selbst               |
| 2013–     | Man Down                                       | Dan                     |
| 2014      | This is Jinsy                                  | Jennitta Bishard        |
| 2014      | Sex on the Beach 2                             | Mr. Gilbert             |
| 2015–     | Taskmaster                                     | Er selbst               |
| 2015      | A Gert Lush Christmas                          | Onkel Tony              |
| 2015      | Doctor Who                                     | König Hydroflax         |
| 2016      | Travel Man                                     | Er selbst               |
| 2016      | Asterix im Land der Götter                     | Somniferus (Stimme)     |
| 2017      | Who Do You Think You Are?                      | Er selbst               |
| 2017      | Red Nose Day 2017                              | Er selbst               |
| 2018      | You Magnificent Beast                          | Er selbst               |
| 2018      | Teen Titans Go! To the Movies                  | Ballonmann (Stimme)     |
| 2019      | The Inbetweeners: Fwends Reunited              | Er selbst               |
| 2021–     | The Cleaner                                    | Paul „Wicky“ Wickstead  |
| 2024      | Die frei erfundenen Abenteuer von Dick Turpin  | Leslie Duvall           |

## Nominierungen
- 2002: Gewinner des Laughing Horse in der Kategorie „New Act Of The Year“
- 2006: Nominiert für den Edinburgh Comedy Award als Teil von We Are Klang
- 2007: Nominiert für den Chortle Award in der Kategorie „Breakthrough Act“
- 2007: Nominiert für den Chortle Award in den Kategorien „Best Sketch, Variety or Character Act“ und „Best Full-Length Show“ als Teil von We Are Klang
- 2010: Nominiert für den Edinburgh Comedy Award für Firing Cheeseballs at a Dog
- 2011: Nominiert für den British Comedy Award
- 2012: Gewinner des T! Award 2012 in der Kategorie Best Comedian
- 2015: Gewinner des Kerrang! Award 2015 in der Kategorie Best Comedian
- Nominierung für den Malcolm Hardee „Act Most Likely to Make a Million Quid“ Award beim Edinburgh Fringe Festival
- BAFTA-Nominierung in der Kategorie „Best Male Performance in a Comedy Programme“ für Cuckoo (BBC Three)